# Henri Joyeux
Pour les articles homonymes, voir Joyeux.
Henri Joyeux est un médecin, écrivain et conférencier français, né le 28 juin 1945 à Montpellier (Hérault). Il a été professeur des universités-praticien hospitalier de cancérologie et de chirurgie digestive à l'université Montpellier-I.
Personnalité engagée au mouvement familial, il est président de Familles de France, confédération d'associations familiales conservatrices.
Ses positions personnelles sur la famille, la sexualité, l'homosexualité, et celles à caractère médical sur la vaccination ou la consommation de lait en font une figure controversée. Pour ses propos sur la vaccination et après plusieurs épisodes judiciaires, la chambre disciplinaire nationale du Conseil national de l'Ordre des médecins lui inflige en septembre 2023 une interdiction d'exercer la médecine pendant deux ans.

## Biographie
Fils du chirurgien René Joyeux, dirigeant de Laissez-les vivre, une association anti-IVG, Henri Joyeux naît le 28 juin 1945 à Montpellier (Hérault).

### Carrière professionnelle
Il est chirurgien coopérant au Maroc à l’hôpital Al Kortobi de Tanger de 1968 à 1970. Interne des hôpitaux de Montpellier, il devient chirurgien chef de clinique-assistant des hôpitaux en 1972, puis chef de clinique, assistant des hôpitaux de Montpellier de 1972 à 1973. Il est chirurgien assistant à l'Institut régional du cancer de Montpellier de 1973 à 1980.
Professeur de cancérologie à partir de 1980 et de chirurgie digestive à partir de 1986, il dirige le Laboratoire de nutrition et d'oncologie expérimentale entre 1980 et 1982.
Il est chef de consultations à l'Institut régional du cancer de Montpellier (1981-1992), chef de service de chirurgie viscérale et digestive à l'Institut Curie de Paris (1992-1994) puis chef de service à l'Institut du cancer de Montpellier (1995).
Henri Joyeux devient membre de l'Académie nationale de chirurgie en 1994.
Il prend sa retraite en 2014.

### Activités politiques
De 1983 à 1989, Henri Joyeux est élu conseiller municipal à Ornaisons (Aude) qui comptait 943 habitants en 1990[réf. nécessaire].
En 1989, il conduit la liste « L'Alliance » – classée divers droite – aux élections européennes et remporte 136 230 suffrages soit 0,75 % des suffrages exprimés.

### Engagement au sein du mouvement familial
En 2000, Henri Joyeux est élu vice-président de la confédération des associations familiales conservatrice Familles de France, puis président de 2001 à 2013. Pendant ce mandat, il sera aussi, de septembre 2006 à septembre 2008, vice-président de l'Union nationale des associations familiales (UNAF). À ce titre, il est désigné par l'UNAF pour siéger au Conseil économique, social et environnemental de 2010 à 2015.

### Engagements personnels
En 2001, Henri Joyeux lance le premier « bar à fruits » dans les écoles en demandant de supprimer les barres et biscuits du goûter pour les remplacer par des fruits frais.
En 2012, il réalise deux conférences pour l'Institut pour la protection de la santé naturelle (IPSN) en qualité de membre de son comité scientifique. L'IPSN est une association loi de 1901, créée en France en 2016, elle était auparavant basée en Belgique.

## Prises de position et controverses

### Vaccination et aluminium
En 2015 en pleine controverse sur la vaccination, Henri Joyeux dénonce la rupture de stock prolongée du vaccin diphtérique, tétanique et poliomyélitique (DTP) qui oblige à recourir à un vaccin hexavalent, combinant six vaccins dont la moitié ne sont pas obligatoires, notamment celui de l'hépatite B,, et lance une pétition, qui recueille plus de 1,1 million de signatures, suscitant des réactions diverses. La ministre de la Santé Marisol Touraine, qui avait dans un premier temps admis l'existence d'une pénurie, évoquant une « situation préoccupante » et demandant aux laboratoires de rendre accessible le seul vaccin obligatoire, a par la suite accusé la pétition d'« attiser les craintes ». Henri Joyeux affirme que le vaccin hexavalent est « dangereux, [voire] très dangereux », à cause des adjuvants qu’il contient. Claude Béraud, ancien médecin-conseil de la Caisse nationale de l'assurance maladie, déclare : « Joyeux avance des arguments sans preuves. C’était un bon cancérologue, il n’a pas de compétence sur les vaccins. » Mais il estime par ailleurs qu'il existe bien « des problèmes d’accessibilité à certains vaccins, [dont] on profite pour nous vendre des vaccins associés ».
Selon l'Agence France-Presse, Henri Joyeux est l'un « des principaux avocats des anti-vaccins en France, bien qu'il s'en défende ». L'agence de presse cite des propos tenus lors d'une conférence organisée en novembre 2017, pour protester contre l'augmentation du nombre des vaccins obligatoires pour les enfants : « Nous ne sommes pas contre les vaccins, mais pour qu'ils soient utilisés à bon escient et qu'il n'y ait pas d'abus ». Il dénonce également « une dictature vaccinale, [...] une manipulation de la population [et] des experts dans les ministères qui sont extrêmement proches des labos ». Luc Montagnier, co-organisateur de la conférence, y déclare qu'il pourrait y avoir un lien entre certains vaccins et des risques de mort subite pour le nourrisson, ce qui n'a été prouvé par aucune étude scientifique. Les Académies nationales de médecine et de pharmacie ont condamné les allégations des deux hommes, déclarant : « les propos qu'ils ont tenus, qui ne manqueront pas d'introduire le trouble chez les parents de jeunes enfants, ne sont pas fondés et doivent être démentis ».
Henri Joyeux affirme : « on me qualifie d’anti-vaccins, mais c’est faux ». Il se définit « comme un lanceur d’alerte. Je suis contre les abus liés à la vaccination, les parents devraient pouvoir disposer de vaccins sans aluminium pour leurs enfants ». Il estime en effet que l'aluminium est « bio-persistant », et pourrait donc s'accumuler dans l'organisme,. Au lieu d'une obligation vaccinale étendue à onze vaccins, Joyeux « plaide pour que les huit vaccins supplémentaires soient administrés au cas par cas, en concertation avec le médecin, pour les enfants à risques »,.
Le Pr Floret (professeur de pédiatrie) répond ainsi : « L’aluminium est utilisé depuis plus de soixante-dix ans comme adjuvant dans les vaccins. S’il y avait un véritable danger en matière de santé publique, il aurait été démontré depuis bien longtemps à présent. Cette crainte infondée des adjuvants aluminiques est un problème très français. »
Les prises de position d'Henri Joyeux contre l'aluminium dans les vaccins ont suscité des réactions contrastées au sein même du corps médical. Le Conseil national de l'Ordre des médecins (CNOM), à l'origine d'une plainte visant Henri Joyeux et ayant abouti à sa radiation en première instance en 2016, a estimé que les mises en garde émises par celui-ci n'avaient pas « la rigueur des thèses scientifiques, attendue quels que soient les sujets abordés ». De son côté, la chambre disciplinaire nationale dU CNOM, chargée de juger d'éventuels manquement au code de déontologie et qui a annulé sa radiation en 2018, a finalement jugé que « les appels lancés par le professeur Joyeux et les arguments qu’il développait ne méconnaissaient pas la déontologie médicale ».

### Pandémie de Covid-19
D'après Le Point, Henri Joyeux relaie en début de pandémie de Covid-19 sur son site internet des infox, provenant de la docteure italienne Lidia Rota Vender. Selon elle, la chaleur du soleil pourrait tuer le coronavirus, de même que boire de l'eau chaude : « Le liquide chaud dans la gorge fait que le virus s’il est présent rejoindra l’estomac dont l’acidité va le détruire ». En réalité, selon Le Point, cela est faux, car « il faudrait littéralement s'ébouillanter ou s'exposer une demi-heure à des températures de plus de 55 degrés pour pouvoir espérer le moindre effet... ». Le journal ajoute que les conseils inefficaces « risquent d'éloigner les gens des seules mesures efficaces, à savoir le confinement et les gestes barrières ».
Interrogé en janvier 2021 à propos des vaccins contre la Covid-19, il encourage les personnes âgées en Établissement d'hébergement pour personnes âgées dépendantes (EHPAD) d'attendre avant de se faire vacciner, mettant en avant des « incertitudes ».

### Famille et sexualité
Ses conférences sur le syndrome d'immunodéficience acquise (sida) sont critiquées en 1994 par l'association Act Up-Paris comme stigmatisant les homosexuels et les séropositifs.
En tant que président de l'association Familles de France, Henri Joyeux s'oppose au mariage et à l'adoption pour les couples de même sexe,.
Selon la juriste et essayiste Marcela Iacub et le philosophe Patrice Maniglier, il défend une vision de la sexualité très marquée par la confession catholique et l'homophobie. Ses publications sur l'éducation sexuelle sont critiquées en 2010 par l'avocat Guy Nagel dans la revue ProChoix, pour leur morale et leur image des femmes, qu'il considère comme « rétrograde ». Toujours selon Guy Nagel dans la même revue, Henri Joyeux dans un de ses livres, La mort programmée du mariage ? Vers une nouvelle aventure pour les familles, ferait l'amalgame entre homosexualité et pédophilie, en définissant le mot « sodomisation » de la façon suivante : « un sexe masculin en érection qui va pénétrer l'anus d'un enfant. C'est un acte absolument pervers, qui peut malheureusement être fait par des adultes eux-mêmes pervers, ayant des problèmes personnels, et qui cherche à pervertir la jeunesse ou d'autres personnes. »

### Alimentation
Henri Joyeux s'intéresse particulièrement à l'alimentation à laquelle il a consacré des livres (comme Changez d'alimentation en 2015) et des conférences, avançant même qu'« un cancer sur deux » est « lié à de mauvaises habitudes alimentaires »,.
Il a soutenu le docteur Jean Seignalet dont il a préfacé son livre à succès L'Alimentation ou la troisième médecine. Comme lui, Henri Joyeux avance l'existence d'une corrélation entre la consommation de lait par les adultes et certaines maladies auto-immunes, bien qu'il n'existe aucun consensus scientifique sur cette corrélation[Quand ?].
En 2009, Henri Joyeux écrit la préface de Rhumatismes : et si votre alimentation était coupable ? - Comment éviter l'arthrose, l'ostéoporose, les arthrites, les tendinites, etc., en mangeant autrement de Jean-Pierre Poinsignon.

#### Le lait en question
Selon Henri Joyeux, il n'est pas nécessaire de proscrire le lait, mais il affirme qu'il n'existe pas de preuve scientifique qui permette de soutenir qu'il faut consommer trois à quatre laitages par jour. Il estime que les produits laitiers sont la source de multiples problèmes de santé publique, avec notamment un nombre croissant d'allergies aux protéines du lait de vache. D'après lui, une personne sur deux digère mal le lait. Il préconise de consommer plutôt du lait de chèvre ou de brebis. Le journal Le Monde, qui rapporte ces propos d'Henri Joyeux, précise que plusieurs médecins, dont Jean-Michel Lecerf, nutritionniste à l'Institut Pasteur de Lille, s'inquiètent de la baisse actuelle de la consommation des produits laitiers, craignant « des carences en calcium, indispensable pour la croissance des enfants et des adolescents, et utile contre l'ostéoporose... ». Le journal rapporte aussi les propos de Marie-Claude Bertière, directrice du département santé du Centre national interprofessionnel de l'économie laitière qui affirme : « il n'y a aucune preuve scientifique que les produits laitiers soient liés à des pathologies. Au contraire, les pédiatres, la Haute Autorité de santé (HAS), l'Académie nationale de médecine... mettent en avant les bienfaits du lait ». Mais le journal indique aussi que le sujet est « polémique », que « des voix médicales s'élèvent avec un autre discours », et que les enjeux économiques sont « énormes », indiquant, par exemple, que l'industrie laitière est le premier investisseur publicitaire dans l'alimentation.

### Essai clinique sauvage
En 2019, Henri Joyeux a soutenu Jean-Bernard Fourtillan (créateur du Fonds Josefa) dans sa recherche autour de la valentonine (hormone dont l'existence même n'est pas prouvée)  dans l'objectif de traiter des maladies neurologiques incurables. Il y fait notamment la promotion de patchs au travers de sa page Facebook et son site internet[réf. nécessaire].
Cette association est accusée d'avoir supervisé un essai clinique clandestin sur 350 malades de la maladie de Parkinson et d'Alzheimer, hébergés dans l'abbaye Sainte-Croix de Saint-Benoît (Vienne) durant environ une année. L'expérimentation consiste à tester deux molécules « aux effets inconnus » selon l'Agence nationale de sécurité du médicament et des produits de santé (ANSM). En septembre 2019, l'ANSM interdit l'essai clinique et saisit le pôle Santé du parquet de Paris pour déterminer l'implication des personnes. Henri Joyeux nie toute implication dans cet essai clinique.
Aucune charge n'a été retenue contre Henri Joyeux[réf. nécessaire].
Le 16 mars 2023, la cour administrative d'appel (CAA) de Bordeaux annule le jugement du tribunal administratif de Poitiers et les décisions de police sanitaire de l’ANSM interdisant l’essai clinique conduit sans autorisation par le « Fonds Joséfa » et suspendant l'utilisation des patchs concernés. Ayant perdu le procès, l’ANSM se pourvoit en cassation devant le Conseil d'État. Son pourvoi est rejeté.

## Condamnations et appels
Le 25 juin 2015, Patrick Bouet — président du Conseil national de l'Ordre des médecins — annonce qu'il porte plainte auprès de la chambre disciplinaire de première instance de Languedoc-Roussillon contre Henri Joyeux pour l'ensemble de ses propos sur la vaccination. L'Express estime que deux pétitions anti-vaccins sont au centre de l'affaire : dans une première pétition, Henri Joyeux critiquait une recommandation du Haut Conseil de la santé publique, qui, d'après L'Express, n'a jamais été suivie par le gouvernement, et qui préconisait l'abaissement de l'âge de la vaccination contre le papillomavirus humain pour les filles de onze à neuf ans. La seconde pétition concernait le remplacement du vaccin DTPolio contre trois affections, la diphtérie, le tétanos et la polio, par un vaccin contre six affections. D'après L'Express, cette deuxième pétition « pointait la présence de sels d'aluminium comme adjuvant dans le vaccin en estimant que cela représentait un danger, ce qui n'est corroboré par aucune étude ».
La chambre disciplinaire de première instance de Languedoc-Roussillon prononce en 2016 la radiation d'Henri Joyeux, censée être effective à compter du 1er décembre 2016 sous réserve d'un pourvoi en appel, lequel a alors un caractère suspensif de la radiation ; la chambre estime qu'il « a commis des manquements d’une extrême gravité au code de déontologie », a enfreint la loi, notamment « en indiquant des dangers pour la santé de suivre les recommandations du Haut Conseil de la santé publique » et n'a pas respecté l’article stipulant que « le médecin doit apporter son concours à l’action entreprise par les autorités compétentes en vue de la protection de la santé et de l’éducation sanitaire » et qu’« il participe aux actions de vigilance sanitaire ». Face à l'instance régionale de l'Ordre des médecins, l'instance départementale de l'Ordre prend sa défense et fait appel de la décision de radiation, ce qui suspend cette décision. Le 26 juin 2018, la chambre disciplinaire nationale d'appel de l’Ordre des médecins a, en appel, annulé cette radiation, estimant que ses propos anti-vaccination « n’excédaient pas le principe de la liberté d’expression ». Les Académies scientifiques françaises réagissent à ce verdict dans un communiqué de presse, en déclarant que « la liberté d’expression a des limites » et qu'elle n'excuse pas les « allégations irresponsables » de Joyeux. Lors de sa défense devant la chambre disciplinaire nationale d'appel, Joyeux a reconnu : « Oui, j’ai eu des mots forts, mais je n’avais pas à être à genoux devant des décisions du Haut Conseil à la santé publique, c’était mon rôle d’universitaire ».
Le 28 juin 2018, le Conseil national de l'Ordre des médecins annonce qu'il continue son action en justice contre Joyeux, introduisant un pourvoi en cassation devant le Conseil d'État, « au nom de la déontologie et de son engagement plein et entier en faveur de la vaccination ». Le Conseil d’État casse l'annulation de la radiation le 24 juillet 2019 qui devra donc être rejugée devant l'Ordre des médecins. Le Conseil d’État motive sa décision en contestant le point de vue de la chambre disciplinaire nationale d'appel de l'Ordre des médecins qui estimait que Joyeux « ne s'opposait pas aux vaccinations et se bornait à en préconiser l'usage avec prudence et discernement ». Le Conseil d'État remet également l'argument en cause selon lequel Joyeux aurait respecté « les obligations de prudence » d'un médecin s'adressant au grand public, estimant qu'il avait fait usage de « termes polémiques ». Statuant à nouveau, le 1er septembre 2023, Henri Joyeux est condamné par l'Ordre des médecins à deux ans d'interdiction d'exercice.
Il est visé par une nouvelle plainte du Conseil national de l'Ordre des médecins en décembre 2020.

## Distinctions
En 1985, Henri Joyeux reçoit le prix de cancérologie Antoine Lacassagne, remis par la Ligue nationale contre le cancer, pour les travaux de son équipe sur l'alimentation artificielle et ses applications thérapeutiques dans les cancers du tube digestif.
En 2008, il est nommé chevalier de l'ordre national de la Légion d'honneur au titre du ministère du Logement et de la Ville (Christine Boutin), pour « 41 ans de services civils, militaires et d’activités associatives ».

## Publications
- 1972 : L'Intestin artificiel. Étude clinique de la nutrition parentérale prolongée. Étude expérimentale de la nutrition par voie portale, impr. Déhan, thèse d'exercice sur l'intestin artificiel
- 1980 et 1986 : Traité de nutrition artificielle de l'adulte, Éd. SCTNA, 2 volumes
- 1981 : Cancers de colon, du rectum et de l'anus, Paris, Masson
- 1985 : Cancers de l'ovaire, Paris, Vigo
- 1985 : Études médicales et scientifiques sur les apparitions mariales de Međugorje, avec René Laurentin
- 1987 : Cancers du colon-rectum, de l'ovaire et du foie, Paris, Institut national de la santé et de la recherche médicale (Inserm)
- 1998 : Prévenir les cancers du sein. Ensemble relever le défi, Éditions François-Xavier de Guibert
- 2000 : Cancers du tube digestif. De la prévention aux traitements, tome I, Éditions François-Xavier de Guibert
- 2002 : Femmes si vous saviez ! Hormones, ménopause, ostéoporose, Éditions François-Xavier de Guibert
- 2003 : Changez d'alimentation. Prévention des cancers. Faut-il manger bio ?, Éditions François-Xavier de Guibert
- 2004 : Spiritualité et cancer : l'Espoir, Éditions François-Xavier de Guibert
- 2004 : Femmes si vous saviez ! Les hormones de la puberté à la ménopause, Éditions François-Xavier de Guibert
- 2005 : Guérir définitivement du cancer. Oser dire quand et comment, Éditions François-Xavier de Guibert
- 2008 : Changez d'alimentation : l'atout bio ! (6e édition), Éditions du Rocher
- 2009 : La Mort programmée du mariage ? Vers une nouvelle aventure pour les familles, Éditions François-Xavier de Guibert  (ISBN 978-2-7554-0308-4)
- 2010 : Comment enrayer l'épidémie des cancers du sein et les récidives ? (2e édition), Éditions François-Xavier de Guibert
- 2010 : Guérir enfin du cancer : oser dire quand et comment ?, Éditions du Rocher
- 2011 : Cancer de la prostate : comment enrayer l'épidémie et les récidives ?, Éditions du Rocher
- 2012 : Les Abeilles et le Chirurgien, Éditions du Rocher
- 2013 : La Pilule contraceptive : dangers, alternatives, Éditions du Rocher
- 2014 : Changer d'alimentation, Éditions du Rocher
- 2013 : Le Thym et le Chirurgien (avec Guillaume Bouguet), Éditions du Rocher  (ISBN 9782268075235)
- 2014 : Le Pasteur et le Chirurgien : En quête du premier thérapeute (avec Henri Bauer), Éditions du Rocher/DDB  (ISBN 978-2-220-06538-0)
- 2014 : Le Chocolat et le Chirurgien (avec Jean-Claude Berton, préface de Christian Cabrol), Éditions du Rocher  (ISBN 978-2-268-07556-3)
- 2015 : Tout savoir pour éviter Alzheimer et Parkinson (avec Dominique Vialard), Éditions du Rocher  (ISBN 978-2-268-077512)
- 2014 : Vaccins, Comment s'y retrouver ?, Préface de Jean-Bernard Fourtillan, Éditions du Rocher  (ISBN 978-2-268-081564)
- 2015 : Amour et sexualité, parlez-en tôt pour protéger vos enfants, éditions Artège  (ISBN 978-2-360401345)
- 2021 : Face aux virus, Boostez vos défenses immunitaires, Éditions du Rocher
- 2021 : Mangez mieux : de 0 à 100 ans, Éditions du Rocher
- 2023 : Centenaire en pleine forme : Bien respirer, Bien voir, Bien entendre, Éditions du Rocher
- 2024 :  Les 6 secrets des abeilles, Éditions du Rocher  (ISBN 978-2-268-110608)

## Pour approfondir